# Ützdorf (Weidenberg)

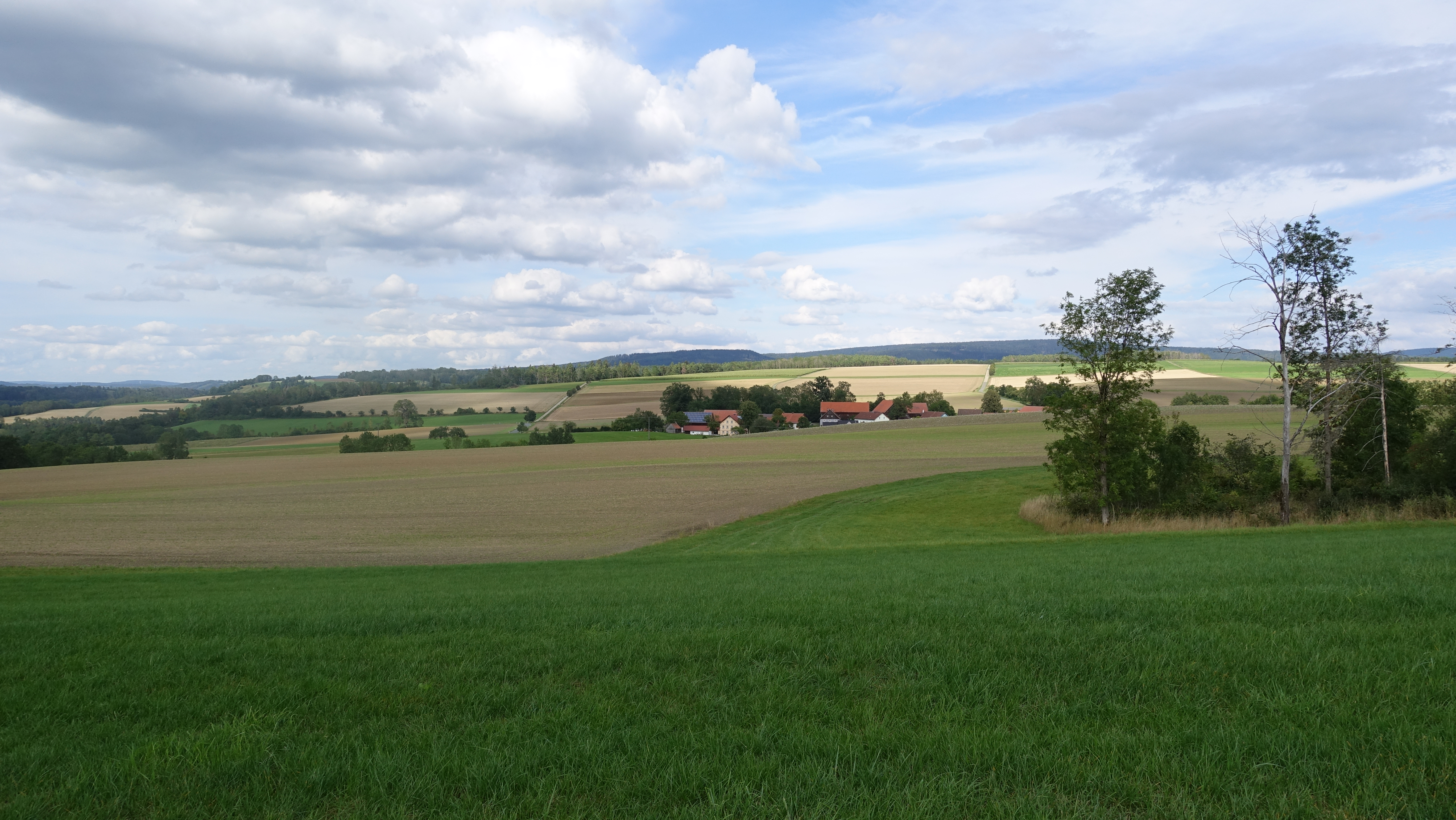
Blick auf Ützdorf

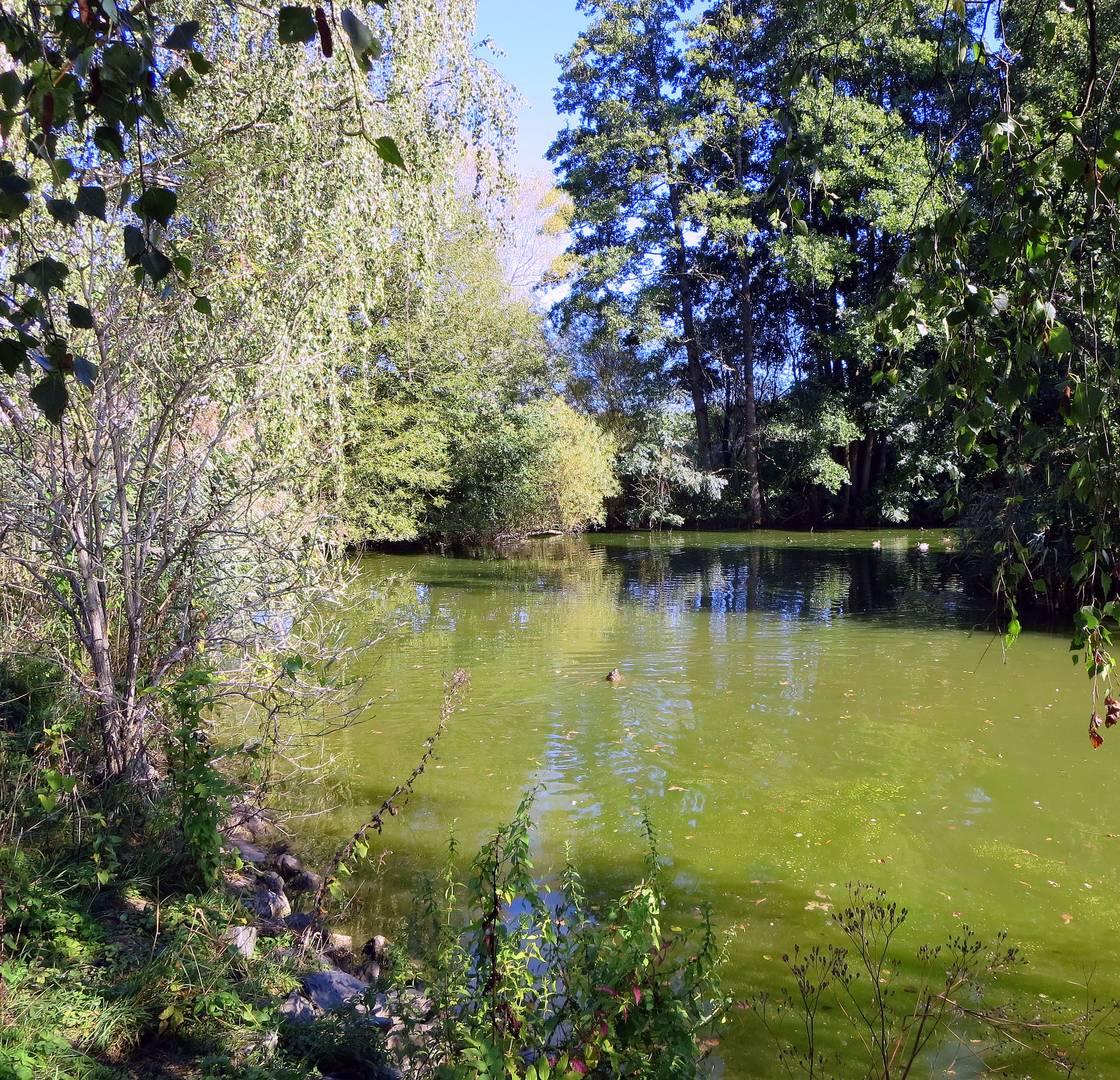
Dorfweiher und Löschteich in Ützdorf (Markt Weidenberg) am 16. September 2023 – Foto Otto Pilz

Ützdorf ist ein Gemeindeteil des Markts Weidenberg im Landkreis Bayreuth (Oberfranken, Bayern). Ützdorf liegt in der Gemarkung Lankendorf.

## Geographie
Das Dorf besteht aus 15 Häusern, einem Feuerwehrhaus und einem Dorfweiher. Es liegt auf freier Flur am Katzbach, dem linken Quellfluss des Bärenbächleins. Eine Gemeindeverbindungsstraße führt nach Lankendorf zur Kreisstraße BT 6 (1 km südöstlich) bzw. nach Döhlau (2,3 km nordwestlich). Eine weitere Gemeindeverbindungsstraße führt ebenfalls zur BT 6. Ein Anliegerweg führt nach Erdelberg (1,1 km nordwestlich).

## Geschichte
Der Ort wurde im Jahr 1320 als „Utsdorf“ erstmals urkundlich erwähnt.
Gegen Ende des 18. Jahrhunderts gab es in Ützdorf acht Anwesen. Die Hochgerichtsbarkeit stand dem bayreuthischen Stadtvogteiamt Bayreuth zu. Die Dorf- und Gemeindeherrschaft hatte das Rittergut Laineck. Grundherren waren das Amt St. Johannis (2 Häuser) und das Rittergut Laineck (1 Söldengut mit Schmiede, 2 Dreiviertelhöfe, 2 Halbhöfe, 1 Viertelhof).
Von 1797 bis 1810 unterstand Ützdorf dem Justiz- und Kammeramt Bayreuth. Nachdem im Jahr 1810 das Königreich Bayern das Fürstentum Bayreuth käuflich erworben hatte, wurde der Ort bayerisch. Infolge des Gemeindeedikts wurde Ützdorf dem 1812 gebildeten Steuerdistrikt Untersteinach zugewiesen. Zugleich entstand die Ruralgemeinde Ützdorf. Sie war in Verwaltung und Gerichtsbarkeit dem Landgericht Weidenberg zugeordnet und in der Finanzverwaltung dem Rentamt Bayreuth (1919 in Finanzamt Bayreuth umbenannt). In der freiwilligen Gerichtsbarkeit unterstanden sechs Anwesen bis 1842 dem Patrimonialgericht Laineck. Mit dem Gemeindeedikt von 1818 wurde Ützdorf nach Lankendorf eingegliedert. Im Zuge der Gebietsreform in Bayern wurde Ützdorf am 1. Januar 1972 nach Weidenberg eingemeindet.
Im Jahr 2005 belegte Ützdorf beim Ortsverschönerungswettbewerb den ersten Platz im Landkreis Bayreuth.

### Baudenkmäler
- Steinkreuz[8]

## Religion
Ützdorf ist seit der Reformation evangelisch-lutherisch geprägt und nach St. Johannis (Bayreuth) gepfarrt.